# Wolha Hlauschtschanka
Wolha Hlauschtschanka (belarussisch Вольга Глаўшчанка, englische Schreibweise Olga Glouschenko; * 25. Januar 1978 in Minsk, Sowjetunion) ist eine ehemalige belarussische Tennisspielerin.

## Karriere
Hlauschtschanka spielte vorrangig auf der ITF Women’s World Tennis Tour, wo sie während ihrer Karriere zwei Doppel zusammen mit Tazzjana Putschak gewinnen konnte. 
Außerdem spielte Hlauschtschanka von 1996 für die belarussische Fed-Cup-Mannschaft, wo sie in einem Doppel eingesetzt wurde, das sie auch gewinnen konnte.